# Sam Rogers
Pour les articles homonymes, voir Rogers.
Samual Rogers, couramment appelé Sam Rogers, né le 17 mai 1999 à Seattle dans l'État de Washington, est un joueur international américain de soccer. Il joue au poste de défenseur central au Fire de Chicago.

## Biographie

### Carrière en club

#### Formation aux Sounders de Seattle
Natif de Seattle, Sam Rogers rejoint l'académie des Sounders de Seattle en 2013, gravissant les échelons jusqu’à devenir capitaine des moins de 18 ans et nommé dans l'équipe-type de la conférence Ouest de la Development Academy,. Le 23 février 2017, il signe une lettre d'intention pour jouer à l'Université Villanova et participe également à la première semaine de présaison de l'équipe première des Sounders,.
Le 26 mars 2017, il débute en tant que titulaire — en USL — avec la réserve des Sounders face au Republic de Sacramento (défaite 1-2). Milieu défensif de formation, il est repositionné comme défenseur central en début de saison. Le 25 avril suivant, il inscrit son premier but en USL face au San Antonio FC (défaite 2-3). Le 13 juin 2017, il signe son premier contrat professionnel avec la réserve des Sounders de Seattle et renonce à l'université. Le même-jour, il signe un contrat à court terme avec l'équipe première, pour prendre part à une rencontre de la U.S. Open Cup. Au cours de cette même journée, il fait ses débuts avec la première équipe, lors du quatrième tour de la coupe nationale, face aux Timbers de Portland (victoire 2-1). Quelques jours plus tard, il obtient son diplôme de secondaire à l'école secondaire de Ballard. Le 24 juillet, il est classé cinquième au palmarès 2017 des 20 joueurs de moins de 20 ans en USL,. Selon son point de vue, sa décision de renoncer au soccer universitaire était la bonne pour lui.
Lors du mercato estival de 2019, il fait un essai de trois semaines au Standard de Liège, qui évolue en Pro League. Il réalise un essai concluant, mais les discussions entre les deux clubs sont arrêtées à la suite des demandes trop exigeantes des Sounders pour le prix du transfert,. Il est également proche de signer un précontrat avec le CD Leganés — évoluant en Segunda División — en septembre 2020,,. Libre depuis la fin de son contrat avec les Sounders de Seattle en décembre 2020, il est invité à participer à la présaison de la nouvelle franchise d'Austin FC,. Cependant, à l'aube de la saison 2021 du USL Championship, il signe un contrat avec l'Energy d'Oklahoma City,.

#### Départ pour la Norvège
Le 8 août 2021, il rejoint le Hamarkameratene — qui évolue en deuxième division norvégienne — en prêt avec option d'achat,. Le 18 août suivant, il débute en tant que titulaire — en OBOS-ligaen — contre le FK Jerv (victoire 0-2). Puis, le 24 octobre, il inscrit son seul but de la saison face à Ranheim (victoire 3-0). Le 6 novembre, HamKam est officiellement champion de deuxième division après sa victoire face à Stjørdals-Blink (en) grâce à l'unique but de la rencontre marqué par Kristian Eriksen,. Le club lève l'option d'achat à la fin de saison et il signe définitivement avec HamKam jusqu'en 2024.
Cependant, le 10 février 2022, il est transféré au Rosenborg BK, où il rejoint son ancien entraîneur Kjetil Rekdal. Il signe un contrat jusqu’en 2025 et devient le quatrième Américain de l'histoire du club. Selon les informations de VG, le club a payé un peu plus de six millions de couronnes pour le recruter. Il se blesse au début du match amical de présaison face à Tromsø, le 20 mars. Cette blessure doit alors le rendre indisponible pour une durée de six à huit semaines,. Il manque les quatre premiers matchs de la saison. Le 8 mai, il participe à son premier match avec les Troillongan en entrant en cours de jeu à la suite de la blessure de Renzo Giampaoli (en), face à Strømsgodset (défaite 3-0). Le 22 mai suivant, il inscrit son premier but — en Eliteserien — contre son ancien club, le HamKam,. Le 10 juillet, il inscrit un triplé, permettant ainsi à son équipe de gagner 3 buts à 2 contre le FK Jerv,. Il s'agit de son premier triplé en professionnel,.
En manque de temps de jeu à Rosenborg, il est transfère le 31 août 2023 au Lillestrøm SK et signe un contrat courant jusqu'en 2026,.

### Carrière internationale
Sam Rogers est sélectionné avec l'équipe des États-Unis des moins de 20 ans pour participer au championnat de la CONCACAF des moins de 20 ans en 2018,. Lors de cette compétition organisée dans son pays natal, il dispute trois rencontres. Il reste en revanche sur le banc des remplaçants lors de la finale victorieuse contre le Mexique.
Il est par la suite appelé pour participer au camp d'entraînement des Yanks par Anthony Hudson le 18 janvier 2023,,,. Le 28 janvier suivant, il honore sa première sélection — entré au jeu en seconde mi-temps — contre la Colombie, lors d'un match amical. La rencontre se solde par un match nul et vierge,.

## Statistiques

### Statistiques détaillées
| Saison                | Club                   | Championnat           | Championnat | Championnat | Championnat | Coupe(s) nationale(s) | Coupe(s) nationale(s) | Coupe(s) nationale(s) | Compétition(s) continentale(s) | Compétition(s) continentale(s) | Compétition(s) continentale(s) | Compétition(s) continentale(s) | États-Unis | États-Unis | États-Unis | Total | Total | Total |
| Saison                | Club                   | Division              | M.          | B.          | P.d.        | M.                    | B.                    | P.d.                  | Comp.                          | M.                             | B.                             | P.d.                           | M.         | B.         | P.d.       | M.    | B.    | P.d.  |
| 2017                  | Sounders de Seattle    | MLS                   | -           | -           | -           | 2                     | 0                     | 0                     | -                              | -                              | -                              | -                              | -          | -          | -          | 2     | 0     | 0     |
| 2017                  | Sounders 2 de Seattle  | USL                   | 25          | 2           | 1           | -                     | -                     | -                     | -                              | -                              | -                              | -                              | -          | -          | -          | 25    | 2     | 1     |
| 2018                  | Sounders 2 de Seattle  | USL                   | 11          | 0           | 0           | -                     | -                     | -                     | -                              | -                              | -                              | -                              | -          | -          | -          | 11    | 0     | 0     |
| 2019                  | Defiance de Tacoma     | USLC                  | 20          | 0           | 1           | -                     | -                     | -                     | -                              | -                              | -                              | -                              | -          | -          | -          | 20    | 0     | 1     |
| 2020                  | Defiance de Tacoma     | USLC                  | 8           | 1           | 0           | -                     | -                     | -                     | -                              | -                              | -                              | -                              | -          | -          | -          | 8     | 1     | 0     |
| Sous-total            | Sous-total             | Sous-total            | 64          | 3           | 2           | -                     | -                     | -                     | -                              | -                              | -                              | -                              | -          | -          | -          | 64    | 3     | 2     |
| 2021                  | Energy d'Oklahoma City | USLC                  | 12          | 0           | 0           | -                     | -                     | -                     | -                              | -                              | -                              | -                              | -          | -          | -          | 12    | 0     | 0     |
| 2021                  | Hamarkameratene (prêt) | OBOS-ligaen           | 17          | 1           | 0           | 1                     | 0                     | 0                     | -                              | -                              | -                              | -                              | -          | -          | -          | 18    | 1     | 0     |
| 2022                  | Rosenborg BK           | Eliteserien           | 23          | 6           | 1           | 2                     | 0                     | 0                     | -                              | -                              | -                              | -                              | -          | -          | -          | 25    | 6     | 1     |
| 2023                  | Rosenborg BK           | Eliteserien           | 15          | 0           | 0           | 3                     | 0                     | 0                     | C4                             | 1                              | 0                              | 0                              | 1          | 0          | 0          | 20    | 0     | 0     |
| Sous-total            | Sous-total             | Sous-total            | 38          | 6           | 1           | 5                     | 0                     | 0                     | -                              | 1                              | 0                              | 0                              | 1          | 0          | 0          | 45    | 6     | 1     |
| 2023                  | Lillestrøm SK          | Eliteserien           | 0           | 0           | 0           | -                     | -                     | -                     | -                              | -                              | -                              | -                              | -          | -          | -          | 0     | 0     | 0     |
| Total sur la carrière | Total sur la carrière  | Total sur la carrière | 131         | 10          | 3           | 8                     | 0                     | 0                     | -                              | 1                              | 0                              | 0                              | 1          | 0          | 0          | 141   | 10    | 3     |

## Palmarès
Hamarkameratene
- Champion de Norvège de deuxième division en 2021 (en)

 États-Unis -20 ans
- Vainqueur du championnat de la CONCACAF des moins de 20 ans en 2018